# Witold Gombrowicz

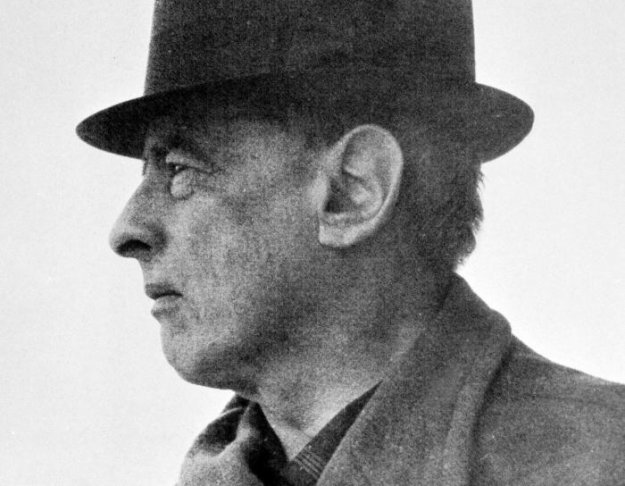
Witold Gombrowicz

Witold Gombrowicz (Małoszyce, 4 augustus 1904 – Vence, 24 juli 1969), Pools schrijver van verhalen, romans, toneelstukken, dagboeken en essays. Hij wordt naast Bruno Schulz en Stanisław Ignacy Witkiewicz beschouwd als voorman van de Poolse avantgarde.

## Korte biografie
Gombrowicz werd geboren te Małoszyce bij Kielce. Hij was afkomstig uit een gegoede familie en studeerde rechten aan de Universiteit Warschau en filosofie en economie aan het Institut des Hautes Etudes Internationales in Parijs. In 1933 publiceerde hij zijn eerste bundel korte verhalen onder de titel Pamiętnik z okresu dojrzewania. In augustus 1939, vlak voor de Duitse inval in Polen, vertrok hij naar Buenos Aires, Argentinië, waar hij aanvankelijk zo moeilijk kon rondkomen dat hij begrafenissen van volslagen vreemden bezocht om aan eten te komen. Later vond hij een vaste betrekking bij de Banco Polaco, de Argentijnse tak van de Poolse staatsbank. In 1964 vestigde hij zich in Royaumont, bij Parijs; later dat jaar verhuisde hij naar Vence, bij Nice. Veel van zijn werk werd gepubliceerd in het Poolse emigrantentijdschrift Kultura, van Jerzy Giedroyć. In het communistische Polen was het werk van Gombrowicz lang verboden.

## Literair werk
Gombrowicz' literaire werk kenmerkt zich door een zekere obsessieve sacraliteit, waarbij op het eerste gezicht onbeduidende zaken en handelingen tot in het absurde worden uitvergroot. De personages in zijn romans en verhalen zijn vaak slachtoffers van een op de spits gedreven, groteske logica, waarop ze zelf geen vat lijken te hebben en waarin ze hun identiteit geheel lijken te verliezen. Dit levert vaak hilarische situaties op, die echter niet een louter onderhoudende functie hebben, maar de vraag naar betekenis en eigenheid een zekere urgentie verlenen.
Zijn bekendste roman is ongetwijfeld Ferdydurke (1937), waarin een volwassen man terug naar school wordt gestuurd om weer onvolwassen te worden. De roman werd geprezen door Bruno Schulz en Zofia Nałkowska. Andere noemenswaardige romans zijn Trans-Atlantisch (1953), Pornografie (1960), en Kosmos (1965) die door velen als zijn meest geslaagde roman wordt beschouwd. Naast zijn romans schreef hij enkele absurdistische toneelstukken. Ook hield hij een uitgebreid dagboek bij. Zijn werk wordt vaak vergeleken met dat van Kafka, Beckett, Ionesco en de Franse existentialisten.
Het nagenoeg volledige werk van Gombrowicz is op basis van de Franse en Duitse vertalingen in het Nederlands vertaald door Paul Beers.

## Lijst van in het Nederlands vertaalde werken
Verzameluitgave
Verhalen, Ferdydurke, Trans-Atlantisch, Pornografie, Kosmos. Met een bibliografie van de eerder verschenen vertalingen, Utrecht: IJzer, 2015. Herziene uitgave van eerdere vertalingen van Paul Beers van de verhalen en vier romans.

Verhalen (1933)
- Met voorbedachten rade: verhalen, Amsterdam: Athenaeum-Polak & Van Gennep, 1969 (Kleine bellettrie serie). Vertaald door Paul Beers.

- De rat en andere verhalen, Amsterdam : Athenaeum-Polak & Van Gennep, 1971 (Kleine belletrie serie). Vertaald door Paul Beers.

- De verhalen, Amsterdam: Athenaeum-Polak & Van Gennep, 1989 (Grote Bellettrie Serie). Vertaald door Paul Beers. Bevat de verhalen uit Met voorbedachten rade en De rat, alsook een aantal in tijdschriften verschenen verhalen en twee vroege ontwerpen voor Ferdydurke.

Ferdydurke (1937)
- Ferdydurke, Amsterdam: Moussault, 1962 (2e dr. 1967). Vertaald uit het Pools door Willem A. Maijer, Herman van der Klei en Chris de Ruig.

- Ferdydurke, Amsterdam: Athenaeum-Polak & Van Gennep, 1981 (Grote Bellettrie Serie). Vertaald door Paul Beers.

De beheksten (1939)
- De beheksten, Amsterdam: Athenaeum-Polak & Van Gennep, 1990 (Grote Bellettrie Serie). Vertaald door Paul Beers.

Trans-Atlantisch (1953)
- Trans-Atlantisch, met een nawoord van Marian Pankowski, Amsterdam: Atheneum-Polak & Van Gennep, 1977 (Grote Bellettrie Serie). Vertaald door Paul Beers.

Pornografie (1960)
- De pornografie, Amsterdam: Polak & Van Gennep, 1964 (2e druk1969, 3e druk 1987). Vertaald door J.L. Teengs.

- Pornografie, Amsterdam: Athenaeum-Polak & Van Gennep, 1994 (Grote Bellettrie Serie). Vertaald door Paul Beers.

Kosmos (1965)
- Kosmos, Amsterdam: Athenaeum-Polak & Van Gennep, 1968 (2e druk 1977, 3e druk 1987) (Grote Bellettrie Serie). Vertaald door Paul Beers.

Toneelstukken
- Yvonne, Amsterdam: Centrum, [19xx]. Vertaald door Adriaan Morriën.

- Toneel, Amsterdam: Athenaeum-Polak & Van Gennep, 1974 (Baskerville serie). Vertaald door Paul Beers. Bevat: Yvonne, prinses van Bourgondië (1935); Het huwelijk (1948); Operette (1966).

- Geschiedenis, Rotterdam: De Pragmatici, 1990. Vertaald door Paul Beers.

Dagboek (1953-1969)
- Uit het dagboek van Witold Gombrowicz [(1953-1956)], Amsterdam: Moussault, 1967. Vertaald door Paul Beers.
- Dagboek Parijs-Berlijn [(1963-1964)], Amsterdam: Moussault; Antwerpen: Standaard, 1972. Vertaald door Paul Beers.
- Dagboek 1953-1969, Baarn: Ambo; Athenaeum-Polak & Van Gennep, 1986 (2e druk, ingekort en herzien door de vertaler, Amsterdam: Atlas, 2007 (De twintigste eeuw, 62)). Vertaald door Paul Beers.
- Met mijn smoel in mijn handen, uit het dagboek gekozen en ingeleid door Huub Beurskens, Amsterdam: Koppernik, 2019. Vertaald door Paul Beers.

Diversen
- Dominique de Roux, Gesprekken met Witold Gombrowicz, Amsterdam: Athenaeum-Polak & Van Gennep, 1970. Oorspr. Ned. uitg.: cop. 1968. Vertaald uit het Frans door Paul Beers.
- Witold Gombrowicz, Amsterdam: Athenaeum-Polak & Van Gennep, 1972 (Soma, jrg.4, 1972, nr 28). Met een chronologie van leven en werken van Witold Gombrowicz en een bibliografie. Bevat ook tekst van Gombrowicz.
- Gombrowicziana: biografie in jaartallen en foto's, dagboekfragmenten, beschouwingen, nagelaten werk, onder red. van Paul Beers, Amsterdam: Polak & Van Gennep, 1981 (Revisor boeken). Met een bibliografie van Nederlandse vertalingen.
- Paul Beers, Paul Beers over Witold Gombrowicz door de jaren heen, Amsterdam: Uitgeverij Koppernik, 2019.